# Louis-Edmond Panneton
Pour les articles homonymes, voir Panneton.
Louis-Edmond Panneton (6 juillet 1848, Municipalité du Comté de Saint-Maurice, Canada-Est, Province du Canada - 5 août 1935, Montréal, Québec, Canada) est un avocat, enseignant, politicien et juge québécois. Il a été bâtonnier du Québec.

## Origine et formation
Né dans ce qui est aujourd'hui Trois-Rivières-Ouest, un secteur de Trois-Rivières, Louis-Edmond Panneton est le fils d'André Panneton, fils de Joseph Panneton et Geneviève Rivard, et de Marie Blondin, fille de Pierre Blondin et Marie Levasseur,,. Louis-Edmond a trois autres frères et sœurs qui ont atteint l'âge adulte, Henriette, Sévère et Françoix-Xavier, et trois frères mort en bas âge, Léger, Joseph-Narcisse et Joseph-Denis,. Né en 1848, Louis-Edmond est le benjamin de la famille Panneton,. 
Louis-Edmond Panneton reçoit son éducation au Séminaire de Trois-Rivières, où il s'oriente vers l'étude du droit. De 1860 à 1865, il s'adonne que c'est son cousin éloigné, Joseph-Élie Panneton, qui est le premier supérieur de l'institution d'enseignement,. Louis-Edmond et Joseph-Élie Panneton partagent le même ancêtre commun, Théodore-Marie Panneton, soit l'arrière-grand-père de Louis-Edmond,. Les Panneton sont présents sur le territoire québécois depuis le XVIIe siècle, lorsque Claude Panneton-Lefifre est arrivé en Nouvelle-France. En 1865, Louis-Edmond Panneton déménage à Sherbrooke et complète sa formation en 1870,,. Il est admis au sein du Barreau du Québec le 21 juin de la même année,. Louis-Edmond Panneton se spécialise dans le droit criminel.
Il devient également bachelier en droit en 1881 et est titulaire d'un diplôme d'études supérieures en droit de l'Université Bishop's en 1886. 

## Carrière professionnelle
Louis-Edmond Panneton fait partie d'une nouvelle vague de jeunes professionnels canadiens-français qui se sont installés à Sherbrooke autour des années 1870-1880. Peu de temps après son arrivée dans les Cantons-de-l'Est, il devient conseiller juridique de la ville de Sherbrooke et c'est à ce titre qu'il est notamment envoyé au moins deux fois en Angleterre pour plaider devant le Conseil privé de Londres,.
En 1877, Louis-Edmond Panneton devient commissaire scolaire et membre d'un jury catholique chargé d'octroyer des diplômes aux enseignants. 
Il enseigne le droit civil à l'Université Bishop's, bien que de façon sporadique en raison de sa carrière d'avocat et de politicien.
Le 26 juin 1882, participe à l'incorporation de la Compagnie minière de Sherbrooke et de la Beauce en partenariat avec Frederic Borrommée Beaudry, François Calixte Lauzon, Joseph Azaire Archambault et Joseph T. Lachance Archambault. En août 1882, il achète un lot de terre appartenant à Augusta Sanborn, l'épouse de John Sewell Sanborn. Agissant à titre de promoteur immobilier, il fait construire un ensemble de quatre maisons sur son lot de terre en empruntant beaucoup d'argent, notamment à la corporation de l'Université Bishop. L'ensemble des maisons étaient destinées à une classe de gens aisée financièrement et est encore aujourd'hui connu sous le nom de Terrasse Panneton. La famille Panneton en est restée propriétaire jusqu'en 1917. La Terrasse Panneton est classée au sein du patrimoine immobilier du Québec,.
De 1885 à 1886, il est le président de la Eastern Townships Typographical Company, une imprimerie qui se charge notamment de publier le journal Le Pionnier.
Louis-Edmond Panneton est créé conseiller de la reine une première fois en 1887 par Henry Petty-Fitzmaurice, gouverneur général du Canada, et une seconde fois en 1899,,,. En 1887, il est élu bâtonnier du Barreau de Saint-François, un mandat qui se renouvellera en 1888 pour se poursuivre jusqu'en 1889. Louis-Edmond Panneton est à nouveau élu bâtonnier de son barreau de section en 1896, 1898, 1905 et 1907.
De novembre 1890 à mars 1891, il est le propriétaire et un des rédacteurs du journal Le Peuple.
En mai 1907, Louis-Edmond Panneton est élu bâtonnier du Québec pour le bâtonnat de 1907-1908.

## Carrière politique
En 1886, Louis-Edmond Panneton est élu à titre de conseiller municipal de la ville de Sherbrooke, représentant le quartier Centre. Le 18 janvier 1888, Louis-Edmond Panneton devient le 14e maire de Sherbrooke, un poste qu'il maintient pendant un an exactement jusqu'au 18 janvier 1889,. Le maire sortant, William Michael Murray, a notamment intercédé en sa faveur. Lors de son mandat à titre de maire, la ville de Sherbrooke refuse la prohibition, ouvre un parc dans l'est de la ville et vote l'augmentation du nombre de conseillers municipaux.

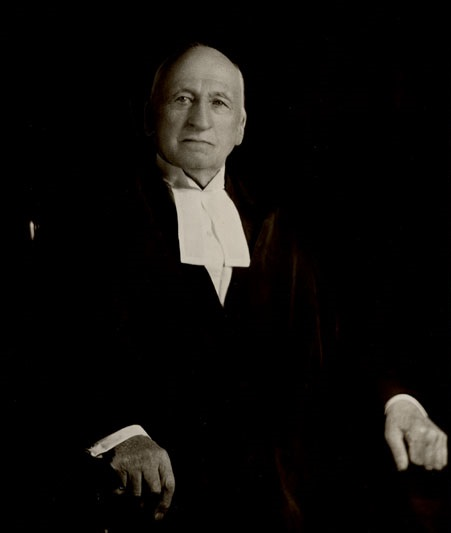
Louis-Edmond Panneton, 1930

Louis-Edmond Panneton se présente aux élections générales québécoises de 1892 tenues le 8 mars dans la circonscription électorale de Sherbrooke sous la bannière du Parti conservateur du Québec,. L'association conservatrice de Sherbrooke, qui comptait de plus en plus de francophones dans ses rangs, a préféré choisir Panneton comme candidat conservateur plutôt que Joseph Gibb Robertson, député de Sherbrooke depuis 1867. Ce dernier, conscient de l'appui de la communauté anglophone de Sherbrooke, s'est présenté comme candidat conservateur indépendant,. C'est finalement Panneton qui remporte la circonscription, en route vers un gouvernement majoritaire dirigé par Charles-Eugène Boucher de Boucherville,. Panneton l'emporte par seulement douze voix sur Gibbs et devient ainsi le premier député francophone de l'histoire de Sherbrooke,. En 1894, Louis-Edmond Panneton réussit à faire adopter une loi « pour donner aux bûcherons et gens de chantier un privilège pour le paiement de leur salaire sur le bois sur lequel ils ont travaillé ».
Lors des élections générales québécoises de 1897, tenues le 11 mai, Louis-Edmons Panneton cherche à se faire réélire comme député de la circonscription et affronte cette fois le candidat libéral Louis-Charles Bélanger,,. C'est Panneton qui est réélu pour un second mandat, bien que son parti politique perde les élections et que ce soit l'équipe de Félix-Gabriel Marchand qui forme le nouveau gouvernement québécois,,,,.
Louis-Edmond Panneton est défait dans son comté lors des élections générales québécoises de 1900 et retourne à la pratique et l'enseignement du droit,.

## Haute magistrature
Le 7 décembre 1912, Louis-Edmond Panneton est nommé juge à la Cour supérieur du Québec pour le district judiciaire de Montréal,. Il a notamment été l'administrateur de la Loi sur la faillite de Montréal en 1920. Le juge Panneton prend officiellement sa retraite en 1933. Fait rare pour un juge, Louis-Edmond Panneton a pu conserver le titre de « l'honorable » jusqu'à sa mort en raison de ses services rendus.

## Vie privée et décès
Le 6 juillet 1886, Louis-Edmond Panneton, 35 ans, épouse Corinne Dorais, 25 ans, fille de Louis-Trefflé Dorais (en) et de Marie-Louise-Elmire Poisson, à l'église Saint-Grégoire de Bécancour,,,. Cinq enfants sont connus du couple : Dorais, Jeanne, Paul-Édouard, Jean et Jacques. Dorais Panneton, l'aîné, deviendra juge comme son père,.
En 1876, il part en voyage aux États-Unis et, en 1878, fait le tour de l'Europe.
Louis-Edmond Panneton a fait partie de nombreux clubs au fil de sa vie: en 1878, il est président du club Cartier, un club pour conservateurs, en plus de devenir plus tard le vice-président de la Ligue anti-tuberculose et le président de la Library and Art Union,. Il a aussi été président de la Société Saint-Jean-Baptiste de Sherbrooke en 1880, 1907 et 1908. La rue Panneton à Sherbrooke lui est dédiée.
Il est décédé à Montréal le 5 août 1935, à l'âge de 87 ans,,. Il est inhumé au cimetière Notre-Dame-des-Neiges de Montréal le 8 août suivant.

## Hommages et distinctions

### Titre honorifique
- Conseiller de la reine[36]

### Titre de civilité
- Monsieur le bâtonnier[37]

### Doctorat honorifique
- Doctorat honoris causa en droit de l'Université de Montréal en 1931[10].

#### Droit
- Avocat, Juriste
- Droit au Québec, Droit civil
- Histoire du droit au Québec, XIXe siècle en droit au Québec, XXe siècle en droit au Québec
- Système judiciaire du Québec, Loi du Québec
- Barreau du Québec, Bâtonnier du Québec
- Barreau de Saint-François, Districts judiciaires du Québec
- Code civil du Bas-Canada, Code criminel du Canada